# Clara Aldrighi
María Clara Aldrighi Cavani (19 de noviembre de 1948, Bolonia, Italia) es una ensayista italiana que adoptó la ciudadanía uruguaya.

## Biografía
Aldrighi nació en Italia. Sus padres migraron a Uruguay cuando Aldrighi tenía un año.  
Estudió en la Facultad de Humanidades y Ciencias de la Educación de la Universidad de la República, donde obtuvo la licenciatura en historia.  
Fue integrante del Movimiento de Liberación Nacional-Tupamaros.Durante la dictadura cívico-militar en Uruguay debió exiliarse, tanto en Cuba como en su natal Italia. 
Aldrighi realiza actividades académicas y científicas en la UdelaR, como profesora de historia contemporánea, y en el campo de las ciencias de la comunicación. Ha publicado numerosos trabajos en libros y en revistas especializadas.

## Algunas publicaciones
- La crítica de la modernidad en Oswald Spengler. Ed. Fundación de Cultura Universitaria. 143 pp. (1995)

- Historia y memoria: medio siglo de la Facultad de Humanidades y Ciencias de la Educación. Con Blanca Paris. Ed. Univ. de la República, Facultad de Humanidades y Ciencias de la Educación, Dto. de Publicaciones, 267 pp. (1995)

- Antifascismo italiano en Montevideo: el diálogo político entre Luigi Fabbri y Carlo Rosselli, 1929-1935. 54 pp. (1996)

- Luigi Fabbri en Uruguay, 1929-1935. 39 pp. (1998)

- Guerra de la retaguardia. La política de represalis del ocupante alemán en Italia (1998)

- La ideología antisemita en Uruguay. Su contexto católico y conservador, 1870-1940 (2000)

- Antisemitismo en Uruguay. Colección Desafíos. Con María Magdalena Camou, Miguel Feldman, Gabriel Abend, Teresa Porzecanski. Ed. Trilce, Ediciones, 224 pp. ISBN 9974322243, ISBN 9789974322240 (2000)

- La izquierda armada. Ideología, ética e identidad en el MLN Tupamaros.  Montevideo, Trilce. 240 pp. ISBN 997432260X, ISBN 9789974322608 (2002)

- La intervención de Estados Unidos en Uruguay (1965-1973). El Caso Mitrione. Vol. 1 ISBN 978-9974-32-451-0 (2007)[3][4]

- Chile, la gran ilusión. En coautoría con Guillermo Waksman (2006)

- Memorias de insurgencia. Historias de vida y militancia en el MLN-Tupamaros. 1965-1975. Con Mauricio Rosencof. Ed. de la Banda Oriental, 456 pp. (2009)

- Estados Unidos y Uruguay 1964-1966: la diplomacia de la Guerra Fría : selección de documentos del Departamento de Estado : conversaciones reservadas entre políticos uruguayos y diplomáticos estadounidenses. Ediciones de la Banda Oriental, 303 pp. ISBN 9974107881, ISBN 9789974107885 (2012)

## Literatura
- Miguel Ángel Campodónico. 2003. Nuevo Diccionario de la Cultura Uruguaya. Ed. Librería Linardi y Risso, pp. 19